# 李威利

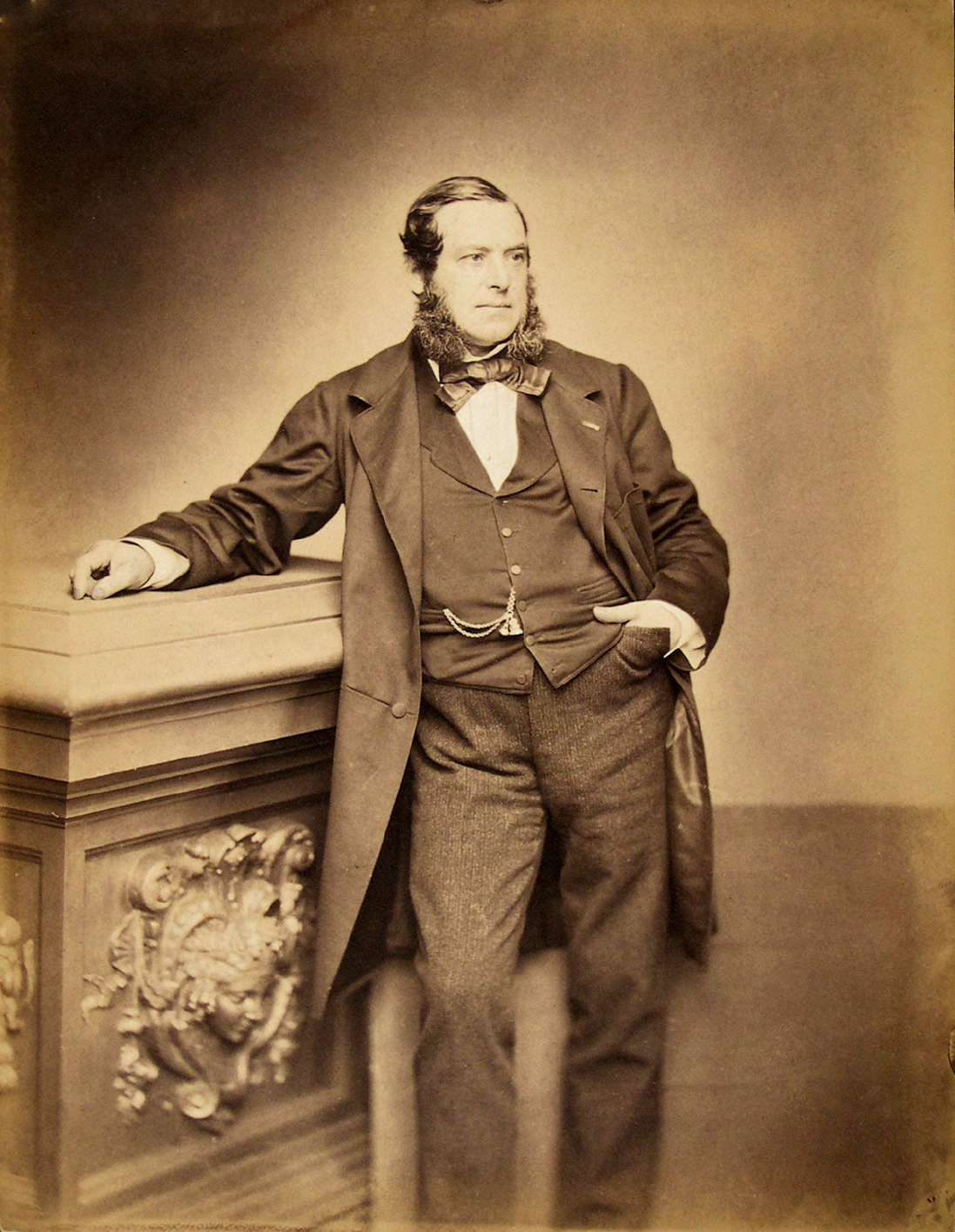
李威利

亨利·劳伦特·李威利（法語：Henri Laurent Rivière；1827年7月12日—1883年5月19日）又译李维业、李葩利，法国海军军官、作家。

## 生平
李威利出生在巴黎。1842年，进入法国的海军士官学校（École navale）学习。1845年自该校毕业后，在Brillante号上服役，完成了他生涯中第一次航程。
1854年，李威利参加了克里米亚战争。1859年，又参加法奥战争。1866年，参与法国武装干涉墨西哥。在1870年的普法战争中，荣升海军中校（capitaine de frégate）。1880年，又荣升海军上校（capitaine de vaisseau）。翌年被派往交趾支那。
1881年底，法国与越南就红河自由贸易问题发生冲突。翌年，李威利以保护法国人在北圻利益为名，出兵北圻，攻占河内。河内总督黄耀战败，自杀。越南嗣德帝遣使到交趾支那，向殖民政府抗议，但得到了「李威利是擅自行动」的答复。嗣德帝又要求李威利撤军，李威利反而要求越南接受法国保护。

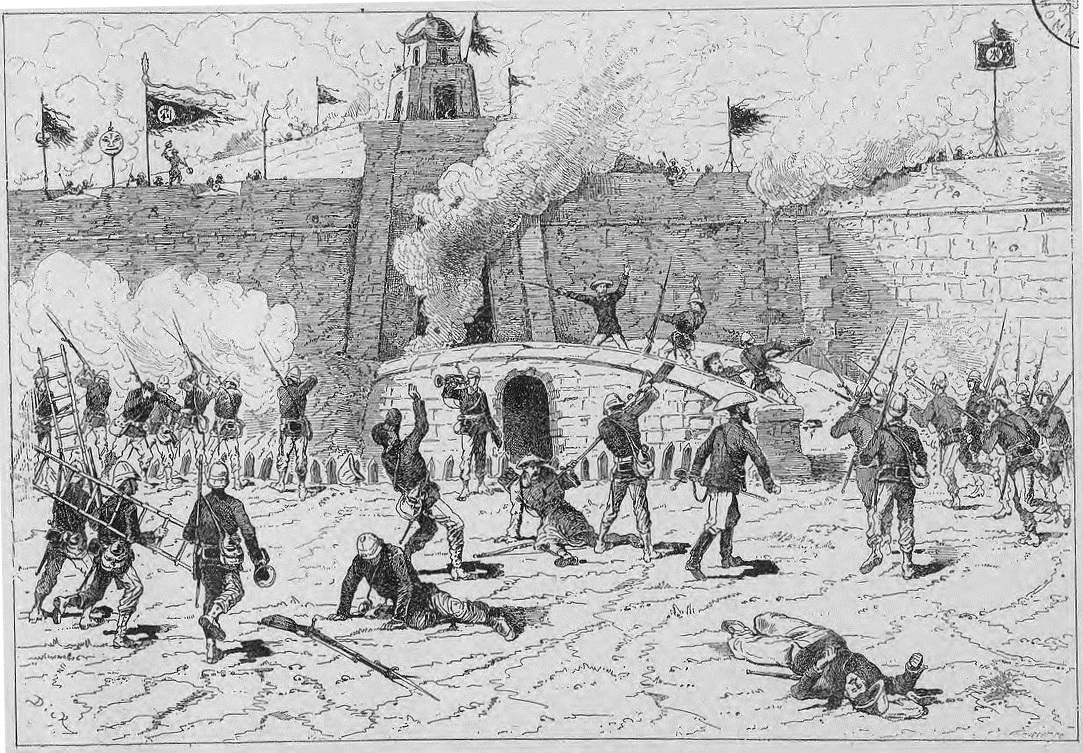
李威利攻破南定

1883年2月，李威利的部队攻破南定，嗣德帝不得不邀请刘永福率黑旗军抗法。劉永福在河內張貼挑戰書，李威利應戰，5月19日率五百五十人，在河内附近的纸桥遭黑旗军伏擊。李威利被黑旗军的枪击中，当场死亡。李威利的死导致法军的溃败，副将韋鷖大尉（Berthe de Villers）也在战斗中重伤死去。
李威利的尸体被带回，葬于蒙马特公墓。